# Saint-Sulpice (Neuchâtel)
Saint-Sulpice is een plaats en voormalige gemeente in het Zwitserse kanton Neuchâtel, en maakt deel uit van het district Val-de-Travers.
Saint-Sulpice telt 612 inwoners.